# Area 88
Area 88 (エリア88?, Eria Hachi-Jū-Hachi) è un manga di Kaoru Shintani serializzato fra il 1979 e il 1986. La storia del manga ruota intorno a un giovane pilota chiamato Shin Kazama e le sue esperienze nell'Area 88, una base aerea mercenaria isolata nel deserto di un paese sconvolto dalla guerra. Area 88 è stato uno dei primi tre manga a essere tradotto in lingua inglese e pubblicato in America del Nord. Il manga è stato adattato in due serie di anime, la prima è una serie di tre OVA originariamente pubblicati nel 1985, mentre la seconda è una serie televisiva di dodici episodi, trasmessi in Giappone da Animax nel 2005, e in un videogioco, intitolato U.N. Squadron. Nel 1985, il manga ha ricevuto lo Shogakukan Manga Award nella categoria shōnen.

## Trama

### Sinossi
Area 88 si svolge nell'immaginario regno mediorientale di Aslan o "Asran". Per combattere la sua guerra, il governo assoldò i piloti di caccia mercenari stazionati nella base aerea desertica Area 88, pagandoli per ogni aereo nemico abbattuto. Il contratto di ogni pilota dura tre anni e l'annullamento anticipato del contratto costa 1,5 milioni di dollari. Disertare l'Area 88 è considerato un reato capitale punito con la morte.
La storia segue l'asso pilota Shin Kazama mentre cerca di scontare il suo contratto per tornare dalla sua fidanzata in Giappone. Con il progredire della guerra, Shin deve affrontare la sua mutevole accettazione della violenza che riempie le sue giornate. Tra i suoi compatrioti nell'Area 88 ci sono: Mickey Simon, un veterano della Marina degli Stati Uniti nella guerra del Vietnam; McCoy, un avido trafficante di armi che vende ai piloti tutto ciò di cui hanno bisogno; il fotoreporter Goh "Rocky" Mutsugi (Makoto Shinjou nella serie televisiva); il pilota danese Greg Gates; e il tenente colonnello Saki Vashtar, un membro della famiglia reale di Aslan e comandante dell'Area 88.
Il passato di Shin viene raccontato attraverso dei flashback nel corso della storia. Lui e il suo migliore amico, Satoru Kanzaki, erano piloti di linea emergenti della Yamato Airlines e Shin aveva iniziato una relazione con la figlia dell'amministratore delegato, Ryoko Tsugumo. Invidioso del successo di Shin, Satoru lo ha convinto con l'inganno a firmare il contratto che l'ha portato nell'Area 88. Mentre Shin combatte nella sanguinosa guerra, Satoru corteggia Ryoko e sale di grado alla Yamato Airlines. Ryoko scopre che Shin è ancora vivo grazie a una delle foto di Goh/Makoto e decide di trovarlo.

### Finali
Sebbene ogni versione di Area 88 condivida la stessa premessa di base e alcuni archi narrativi, ognuna di esse presenta delle differenze fondamentali, soprattutto per quanto riguarda i finali.
Il finale del manga originale mostrava il ritorno di Shin in Giappone, ma con la perdita di ogni ricordo dell'Area 88. La versione in lingua inglese pubblicata da Eclipse Comics è rimasta incompiuta.
Nell'adattamento OVA in tre episodi del 1985, Shin viene congedato dal servizio per scortare il re di Aslan a Parigi in esilio. Nonostante la libertà e il contatto con Ryoko, Shin torna ad Aslan, essendo cambiato durante il periodo trascorso nell'Area 88. Il suo destino finale rimane incerto.
La serie televisiva del 2004 ha troncato la storia a poco dopo che Shin ha perso il suo F-5E. In questa versione, Makoto, la fotoreporter, è stata originariamente inviata nell'Area 88 da Satoru per catturare una foto di Shin in fin di vita e provare la sua morte a Ryoko. Shin sopravvive agli eventi della serie e Makoto, convinta ad aiutare Shin, torna in Giappone e fa deragliare il piano di Satoru per sposare Ryoko.

## Personaggi
Shin Kazama
Un pilota di linea giapponese che lavorava presso la Yamato Air Lines (YAL), Shin viene arruolato con l'inganno nelle forze aeree di Asrian, dal suo collega ed ex amico Satoru Kanzaki, che dopo averlo fatto ubriacare gli fa riempire il modulo di arruolamento. Shin diventerà uno dei migliori piloti presso l'Area 88, anche se con il tempo ci rimetterà la propria umanità.
A causa di ciò, Shin è diventato freddo con la maggior parte degli altri piloti dell'Area 88. Ciò nonostante riuscirà a stringere amicizia con Mickey Simon, Kim Aoba, Kitori Palvanaff, Roundell ed il suo comandante, Saki Vashtal. Tutti i suoi aerei (un F-8 Crusader, un F-5 Freedom Fighter, F-20 Tigershark ed un Saab 35 Draken) sfoggiano il disegno di un unicorno dalla criniera fiammeggiante sulla coda dell'aereo. Deciso a sopravvivere alla guerra, senza perdere la propria umanità, la principale motivazione di Shin è quella di risparmiare abbastanza denaro per riscattare il proprio arruolamento.
Doppiato da: Kaneto Shiozawa (OAV)
Doppiato da: Takehito Koyasu (TV)
Kim Aba
Giovane pilota africano, Kim era deriso dalla maggior parte degli altri piloti e del personale dell'Area 88, che dubitavano del suo successo, anche a causa della sua giovanissima età. Invece Saki, Roundell, Mickey, Kitori e Shin consideravano il ragazzo come qualcuno su cui fare affidamento nei momenti di crisi, oltre che un buon amico. Kim compare solo nel manga e nell'anime del 2004. Nell'anime, il suo emblema è un cigno rosso con ali dorate, ed il suo aereo è un AV-8 Harrier II.
Doppiato da: Ryou Hirohashi (TV)
Mickey Simon
Pilota statunitense che ha firmato per combattere nell'esercito asriano, dopo aver combattuto nella guerra del Vietnam nello squadrone VF-33 Starfighters nell'OVA e VF-96 Fighting Falcons nella serie televisiva. Ormai assuefatto alla vita del combattente, Mickey non è più in grado di adattarsi alla vita civile, una volta finita la guerra. Autoproclamatosi pilota "numero due" dell'Area 88, è il migliore amico di Shin, e compare in tutte le versioni di Area 88. Il disegno che caratterizza i suoi aerei è un coniglio simile a quello di Playboy, rivista che Mickey legge spesso.
Doppiato da: Kei Tomiyama (OAV)
Doppiato da: Tomokazu Seki (TV)
Saki Vashtal (Saki Vashutarl)
Membro di una famiglia nobile e funzionario incaricato nelle forze aeree di Asran, si distingue per la sua carnagione nera e per una cicatrice a forma di X sulla fronte. Saki è il figlio di Abdael, figlio maggiore del defunto vecchio re di Asran. Asran era, all'epoca, l'unico regno del Medio Oriente a non esportare il proprio petrolio. Il nonno di Saki non voleva avere rapporti con l'occidente o con i comunisti e sospettava che Abdael stava avendo rapporti con entrambi. Per questa ragione, sul letto di morte, dichiarò il suo figlio più giovane, Zak, il suo successore. Umiliato, Abdael, insieme con il suo altro figlio Rishaal, divenne il leader di una forza ribelle antigovernativa supportata da vari regimi comunisti. Saki, rimase fedele ad Asran per amore della propria madre, e fu nominato comandante dell'Area 88, anche se è chiaro che Saki si vergogna di aver tradito il proprio padre e percepisce che la sua defunta madre sarebbe stata rattristata dalle azioni di suo padre. La sua cicatrice sulla fronte è autoinflitta come simbolo di questa vergogna. Saki compare in tutte le versioni di Area 88.
Doppiato da: Taro Shigaki (OAV)
Doppiato da: Hiroki Takahashi (TV)
Ryoko Tsugumo
Figlia dell'amministratore delegato della Yamato Air Lines, Ryoko è innamorata di Shin ed odia Satoru, per ciò che gli ha fatto. Nella serie del 2004, rinuncia a sposarsi quando scopre che il suo amato Shin si è arruolato contro la sua volontà, mentre nel manga e nell'OAV accetta di concedersi a Satoru Kanzaki, in cambio della promessa che lui avrebbe eventualmente dato a Shin i soldi per lasciare l'Area 88. Tuttavia il piano di Kanzaki fallisce all'ultimo momento e viene arrestato dalla polizia.
Doppiata da: Sakiko Tamagawa (OAV)
Doppiata da: Satsuki Yukino (TV)
Satoru Kanzaki
Amico di infanzia di Shin, con cui è cresciuto insieme all'orfanotrofio, Satoru ha sviluppato una forte gelosia nei confronti dell'amico per via di Ryoko, di cui è follemente innamorato, ma che ha occhi solo per Shin. Approfittando dell'ubriachezza dell'amico, lo convince ad arruolarsi e partire per l'Area 88, in modo da rimuovere il suo principale rivale in amore. L'amministratore delegato della Yamato Air Lines quindi lo assume al posto di Shin come suo successore e ne organizza il matrimonio con la figlia, Ryoko. Nelle versioni animate di Area 88, il matrimonio non avverrà mai quando Ryoko scoprirà la verità e Satoru verrà arrestato. Nel manga, invece Kanzaki muore nel finale della storia durante un duello aereo con Shin.
Doppiato da: Yoshito Yasuhara (OAV)
Doppiato da: Hikaru Midorikawa (TV)

### Aerei
Fra gli aerei da combattimento di rilievo presenti nella serie si possono citare: A-4F Skyhawk, A-10A Thunderbolt II, AV-8A Harrier II, Blackburn Buccaneer, Dassault Mirage F1, SEPECAT Jaguar, English Electric Lightning, F-4 J/E Phantom II, F-5E Tiger II, F-8E Crusader, F-14 Tomcat, F-15 Eagle, F-16A Fighting Falcon, Northrop F-20 Tigershark, F-105D Thunderchief, F-100 Super Sabre, F/A-18A Hornet, IAI Kfir, Saab 35 Draken, MiG-17 Fresco, MiG-21 Fishbed, MiG-23 Flogger, MiG-19, MiG-27D Flogger, Sea Harrier FRS Mk.1, T-6 Texan, OV-10 Bronco, B-1 Lancer, X-29, Su-33 Flanker e B-52 Stratofortress.
Fra gli altri aerei apparsi in tutta la serie si possono citare: Boeing 747, C-130 Hercules, Cessna 150, Tu-95 'Bear'.

## Media

### Manga
Il manga originale giapponese di Area 88 è stato serializzato in ventitré volumi fra il 1979 ed il 1986 dalla Shogakukan. Ogni volume è in bianco e nero con copertina a colori, e contiene numerose storie brevi denominate "missioni". In tutto, ci sono 172 missioni nei 23 volumi. Shōnen Sunday successivamente ha nuovamente raccolto i 23 volumi in dieci libri, della linea editoria Wide Volume. Area 88, insieme a mai la ragazza psichica e La leggenda di Kamui, è stato uno dei primi tre manga ad essere tradotti in inglese ed essere pubblicati in America del Nord dalla Eclipse Comics e VIZ Media nel maggio 1987.

### OAV
Una serie di tre OAV prodotti dalla Pierrot è stata pubblicata fra il 1985 ed il 1986 su videcassetta e laserdisc. Sono stati in seguito pubblicati con sottotitoli in inglese in America su VHS e laserdisc dalla Central Park Media U.S. Manga Corps nel 1992. Solo il primo volume è stato in seguito ripubblicato su DVD il 14 luglio 2000. In italia la serie è stata pubblicata dalla Yamato Video prima in tre VHS, ed in seguito in tre DVD, o un unico box contenente tutti e tre i volumi.

#### Episodi
| Nº | Titolo italiano Giapponese 「Kanji」 - Rōmaji                                                | In onda         | In onda |
| Nº | Titolo italiano Giapponese 「Kanji」 - Rōmaji                                                | Giapponese      |         |
| 1  | Atto I - I cieli del tradimento 「ACT I 裏切りの大空」 - Act I: The Blue Skies of Betrayal   | 5 febbraio 1985 |         |
| 2  | Atto II - La richiesta dei lupi 「ACT II 狼たちの条件」 - Act II: The Requirements of Wolves |                 |         |
| 3  | Atto III - Il miraggio ardente 「ACT III 燃える蜃気楼」 - Act III: Burning Mirage            | 15 giugno 1986  |         |

#### Colonna sonora
Sigle di apertura
- How Far to Paradise cantata da Derek Jackson (ep 1-2)
- Sabaku no Illusion cantata da Shima Kitahara (ep 3)

Sigle di chiusura
- 「悲しみのＤｅｓｔｉｎｙ」 (Kanashimi no Destiny) cantata da MIO (ep 1-2)
- So Long My Love cantata da Shima Kitahara (ep 3)

### Serie TV
Una versione aggiornata della storia con computer grafica è stata prodotta dalla Animax, Group TAC e Media Factory nel 2003 e trasmessa in Giappone da Animax dall'8 gennaio 2004 al 5 marzo 2004. In seguito la serie è stata trasmessa anche ad Hong Kong, Corea del Sud, Taiwan ed altre regioni. la ADV Films ha licenziato la serie per la distribuzione americana, iniziando la pubblicazione dei DVD nel 2005 e terminandola nel 2006.

#### Episodi
| Nº | Titolo italiano Giapponese 「Kanji」 - Rōmaji                                                                  | In onda          | In onda |
| Nº | Titolo italiano Giapponese 「Kanji」 - Rōmaji                                                                  | Giapponese       |         |
| 01 | Sky Blue - Desert Wings 「Sky Blue - 砂漠の翼」 - Sky Blue - Sabaku no Tsubasa                                 | 8 gennaio 2004   |         |
| 02 | Boris - Tombstone of the Setting Sun 「Boris - 夕陽の墓標」 - Boris - Yūhi no Bohyō                            | 15 gennaio 2004  |         |
| 03 | Shin & Makoto - Finder of a Blue Sky 「Shin & Makoto - 蒼空のファインダー」 - Shin & Makoto - Aozora no Finder | 22 gennaio 2004  |         |
| 04 | Desert - Skies of Betrayal 「Desert - 裏切りの空」 - Desert - Uragiri no Sora                                  | 29 gennaio 2004  |         |
| 05 | Lip Stick - Unyielding Rouge 「Lip Stick - 勝気なルージュ」 - Lip Stick - Kachiki na Rouge                     | 5 febbraio 2004  |         |
| 06 | Cross Over - Intersection of Solitude 「Cross Over - 孤独の交差点」 - Cross Over - Kodoku no Kousaten          | 12 febbraio 2004 |         |
| 07 | Hungry Boy - Sweet Soldier 「Hungry Boy - スイートソルジャー」 - Hungry Boy - Sweet Soldier                    | 19 febbraio 2004 |         |
| 08 | Sand Glass - Sand's Bullet 「Sand Glass - 砂の銃弾」 - Sand Glass - Suna no Juudan                             | 26 febbraio 2004 |         |
| 09 | Canyon - Tightrope at the Speed of Sound 「Canyon - 音速のタイトロープ」 - Canyon - Onsoku no Tightrope        | 4 marzo 2004     |         |
| 10 | Fire Ball - Contrails of Destiny 「Fire Ball - 運命のコントレール」 - Fire Ball - Unmei no Contrail            | 11 marzo 2004    |         |
| 11 | Truth - Truth of the Sand 「Truth - 砂の真実」 - Truth - Suna no Shinjitsu                                     | 18 marzo 2004    |         |
| 12 | Lock On - Wings of the Wind 「Lock on -風の翼」 - Lock On - Kaze no Tsubasa                                    | 25 marzo 2004    |         |

#### Colonna sonora
Sigle di apertura
- Mission (Fuga) cantata da angels

Sigle di chiusura
- Dance in the Battlefield cantata da Keiko Terada (eps 1-8)
- Dance in the Battlefield (English Version) cantata da Keiko Terada (eps 9-12)

### Videogioco
Un videogioco sparatutto ispirato ad Area 88 della Capcom è stato pubblicato per arcade nel 1989. In Occidente il videogioco è stato distribuito con il titolo U.N. Squadron. In seguito il videogioco è stato convertito per Amiga, Amstrad CPC, Atari ST, Commodore 64, Super Nintendo e ZX Spectrum.